# Bicyclus brunnea
Bicyclus brunnea är en fjärilsart som beskrevs av Jackson 1951. Bicyclus brunnea ingår i släktet Bicyclus och familjen praktfjärilar. Inga underarter finns listade i Catalogue of Life.